# Jerry Seinfeld

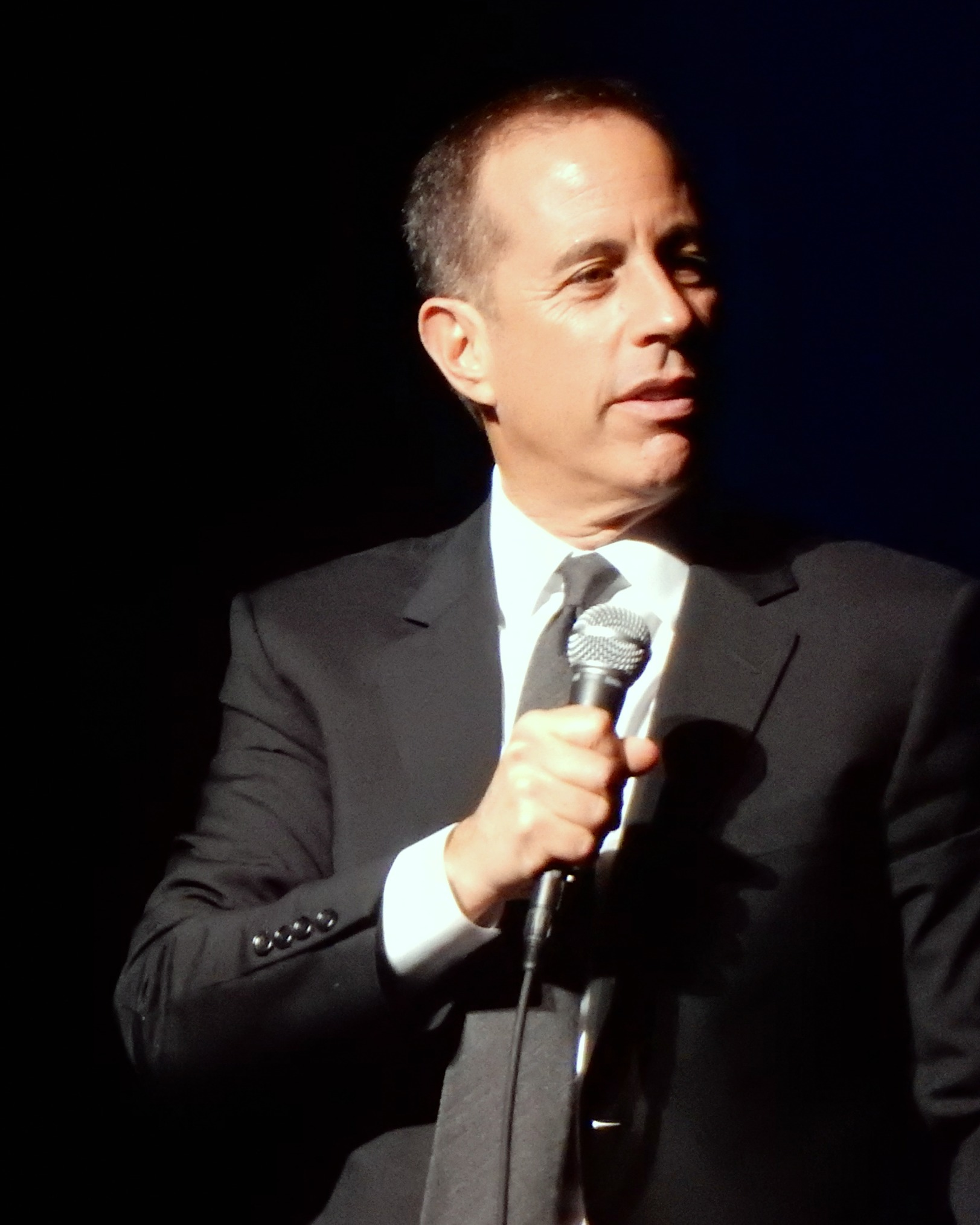
Jerry Seinfeld (2016)

Jerome Allen „Jerry“ Seinfeld (* 29. April 1954 in Brooklyn, New York City) ist ein US-amerikanischer Stand-up Comedian, Schauspieler, Drehbuchautor, Produzent und Autor. Bekannt wurde er vor allem durch die erfolgreiche, nach ihm benannte Sitcom Seinfeld, die von 1989 bis 1998 auf NBC lief. In der Serie war er Hauptdarsteller, Drehbuchautor und Executive Producer.

## Leben
Jerome „Jerry“ Seinfeld wuchs als Sohn einer jüdischen Familie in Massapequa auf Long Island auf, wo er die Birch Lane Grundschule und später die Massapequa High School besuchte. Anschließend ging er auf die State University of New York in Oswego, die er aber nach einigen Semestern verließ. Direkt nach dem Abschluss des Queens College absolvierte er seine ersten Auftritte am offenen Mikro in der Show New York's Catch A Rising Star 1976. Kurze Zeit später trat Seinfeld in einem HBO-Special über Rodney Dangerfield auf.
Seinfeld hatte eine kleine Rolle als Briefträger „Frankie“ in der Sitcom Benson 1979, in der er aber nur geringen Erfolg verbuchen konnte, was dazu führte, dass er prompt entlassen wurde. Später wird er den Namen „Benson“ in seinem Kassenschlager Bee Movie – Das Honigkomplott wieder aufgreifen.
Im Mai 1981 konnte Jerry Seinfeld einen überaus erfolgreichen Auftritt in der Tonight Show mit Johnny Carson absolvieren. Seinfeld war nun ein regelmäßiger Gast in diversen Sendungen, einschließlich der Late-Night-Show mit David Letterman und der Merv Griffin Show.

### Seinfeld

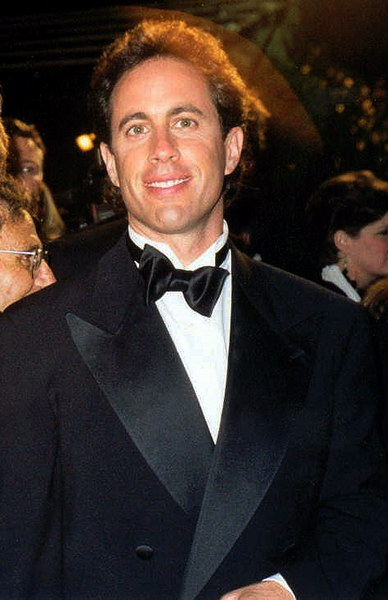
Seinfeld bei den Emmy Awards 1997

Zusammen mit Larry David schuf Seinfeld für NBC 1989 die Sitcom The Seinfeld Chronicles. Die Sendung wurde vom Sender übernommen und in Seinfeld umbenannt. In der Sendung spielte Seinfeld eine fiktive Version seiner selbst. Er sagte, die Show sei inspiriert von der klassischen Sitcom der 1950er The Abbott and Costello Show. Neben Seinfeld selbst waren Julia Louis-Dreyfus, Michael Richards und Jason Alexander (dessen Figur an Larry Davids Person angelegt war) in den Hauptrollen zu sehen.
Seinfeld wurde zu einer der berühmtesten und erfolgreichsten Sitcoms der amerikanischen Fernsehgeschichte. Jerry Seinfeld wurde zum bestbezahlten Fernsehdarsteller der Zeit. In den neun Jahren ihrer Laufzeit wurden neun Staffeln produziert. 1998 wurde das Finale von Seinfeld ausgestrahlt.
Zum Finale der Serie Seinfeld strahlte der Computerhersteller Apple als Verneigung einmalig eine Werbung aus, die Seinfeld neben Albert Einstein, Mahatma Gandhi und Martin Luther King zeigte.
Acht Jahre nach Serienende generierte die Serie noch erhebliche Werbeeinnahmen im US-amerikanischen Kabelnetz, was Jerry Seinfeld im Jahre 2005, auch durch Beteiligung an den DVD-Erlösen, ein Einkommen von 100 Millionen Dollar bescherte. 2019 verkaufte Seinfeld die Streamingrechte der Serie, für die Jahre 2021 bis 2025, für 500 Millionen Dollar.

### Andere Arbeiten
Für American Express trat er 2004 in zwei teils animierten Werbefilmen The Adventures of Seinfeld & Superman auf. Die Figur Superman wurde dabei von Patrick Warburton gesprochen, welcher bereits in Seinfeld mitspielte. Die Regie führte der Oscar-Preisträger Barry Levinson. Superman war für Seinfeld sowohl in seinen Stand-Up-Programmen als auch in seiner Fernsehserie immer wieder Thema gewesen, so befand sich auf dem Filmset seines Apartments eine von Randy Bowen gefertigte Statue des Superhelden.
2003 entwickelte Seinfeld die Idee zu Bee Movie – Das Honigkomplott. Die Idee wurde von Dreamworks-Studios aufgegriffen. Das Drehbuch schrieb Seinfeld zusammen mit Andy Robin, Barry Marder und Spike Feresten. Seinfeld produzierte den Film auch und sprach die Hauptfigur Barry B. Benson. Bee Movie kam im November 2007 in die amerikanischen Kinos. Der Film wurde mit über 286 Millionen Dollar Einnahmen zu einem soliden Erfolg.
Seinfeld trat zum deutschen Kinostart von Bee Movie bei Wetten, dass..? auf, wo er nach einer verlorenen Wette zusammen mit Renée Zellweger als Persiflage auf seinen eigenen Film die Figuren Maja und Willi aus der beliebten Kinderserie Biene Maja nachspielen musste.
2008 war Seinfeld zusammen mit Bill Gates in einer Reihe von Werbespots der Firma Microsoft zu sehen.
2010 produzierte er die mäßig erfolgreiche Show The Marriage Ref, bei der er auch gelegentlich als Moderator auftrat. Die Sendung wurde von der Kritik größtenteils verrissen und 2012 eingestellt.
Seit Juli 2012 tritt er in der selbst produzierten Webserie Comedians auf Kaffeefahrt auf. In den jeweils rund 20 Minuten langen Folgen fährt Jerry Seinfeld in einem alten Auto mit einem prominenten Gast in ein Café, um Kaffee zu trinken oder zu frühstücken. In den neun Staffeln bis 2018 waren u. a. Ricky Gervais, Alec Baldwin, Carl Reiner & Mel Brooks, Sarah Silverman, David Letterman, Louis C.K., Jay Leno, Tina Fey, Sarah Jessica Parker, Don Rickles, Seth Meyers, Chris Rock, Patton Oswalt, Howard Stern, Kevin Hart, Jimmy Fallon, Steve Harvey, Jim Carrey, Bill Maher, Stephen Colbert, Steve Martin, Will Ferrell, Kristen Wiig, Christoph Waltz, Zach Galifianakis, Ellen DeGeneres, Kate McKinnon, Jerry Lewis und Barack Obama. Auch seine ehemaligen Kollegen aus der Serie Seinfeld wie Larry David, Jason Alexander (in seiner Rolle als George Costanza), Julia Louis-Dreyfus und Michael Richards waren in der Webserie zu sehen.
Seit dem Ende seiner Sitcom zog sich Seinfeld überwiegend von der Schauspielerei zurück. Er tritt gelegentlich nur noch als Gaststar in anderen Fernsehserien von mit ihm befreundeten Komikern auf, so zum Beispiel 2007 in einer Folge von 30 Rock oder in zwei Folgen von Louie.
2009 spielte er sich selbst in der siebten Staffel der HBO-Serie Lass es, Larry! Die Serie ist von und mit Larry David, seinem guten Freund und Mitschöpfer von Seinfeld. In der Serie soll er zusammen mit David eine Seinfeld-Reunion produzieren. Seinfeld hatte bereits 2004 einen Cameo in der letzten Folge der vierten Staffel.
2017 erschien auf Netflix sein Stand-up-Comedy-Special Jerry Before Seinfeld. 2019 hatte er einen Gastauftritt in der Netflix-Serie Huge in France. 2020 machte er einen Deal mit Netflix unter anderem über zwei weitere Stand-up-Comedy-Specials. Das erste erschien am 5. Mai 2020 mit dem Titel Jerry Seinfeld: 23 Hours to Kill. Mit Unfrosted (2024), in dem er auch die Hauptrolle übernah, inszenierte Seinfeld seinen ersten Spielfilm.
Der deutsche Synchronsprecher von Jerry Seinfeld ist üblicherweise Oliver Feld.

## Privates
Jerry Seinfeld hatte von 1993 bis 1997 eine Beziehung mit der 1975 geborenen New Yorker Autorin und Modedesignerin Shoshanna Lonstein. Er ist seit 1999 mit Jessica Seinfeld (* 1971 als Nina Sklar) verheiratet und hat drei Kinder. Jerry Seinfelds Vorfahren mütterlicherseits stammen aus Syrien, sein Großvater väterlicherseits emigrierte 1903 aus dem damals österreichischen Stanislau.
Seinfeld war nach eigenen Aussagen zwar nie praktizierender Scientologe, nahm in früheren Jahren jedoch an mehreren Kursen von Scientology teil, was laut eigener Aussage für seine Karriere hilfreich war.
Seinfeld besitzt eine Sammlung von etwa 150 Autos. Er gilt auch als Besitzer einer der größten Porsche-Sammlungen (er besitzt 43 Stück) der Welt. Unter anderem wurde an ihn der letzte luftgekühlte Porsche 911, Modell 993, ausgeliefert. Im Jahr 2002 kaufte Seinfeld ein Grundstück an der Upper West Side von Manhattan in New York City, wo er eine zweistöckige Garage für 1,4 Millionen US-Dollar baute, um einen Teil seiner Sammlung zu lagern.

## Filmografie (Auswahl)
- 1980: Benson (Fernsehserie, 3 Episoden)
- 1982: An Evening at the Improv
- 1984: T.V. – Total verrückt (The Ratings Game, Fernsehfilm)
- 1987: Stand-Up Confidential (Fernsehfilm)
- 1989–1998: Seinfeld (Fernsehserie)
- 1993, 1998: Die Larry Sanders Show (The Larry Sanders Show, Fernsehserie, 2 Episoden)
- 1996: Eddie
- 1998: Jerry Seinfeld: I’m Telling You for the Last Time (US: Platin)[13]
- 1999: Pros & Cons
- 1999–2009: Lass es, Larry! (Curb Your Enthusiasm, Fernsehserie, 6 Episoden)
- 2002: Jerry Seinfeld: Comedian (Dokumentarfilm)
- 2005: Reine Familiensache (The Thing About My Folks)
- 2007: 30 Rock (Fernsehserie, Episode 2x01)
- 2008: Bee Movie – Das Honigkomplott (Bee Movie, Stimme von Barry B. Henson)
- 2010–2012: The Marriage Ref (Fernsehsendung, 22 Episoden)
- 2012–2014: Louie (Fernsehserie, 2 Episoden)
- 2012–2019: Comedians auf Kaffeefahrt (Comedians in Cars Getting Coffee, Fernsehserie)
- 2014: Top Five
- 2015: Inside Amy Schumer (Fernsehserie, Episode 3x06)
- 2016: Maya & Marty (Fernsehshow, Episode 1x05)
- 2017: Jerry Before Seinfeld
- 2019: Huge in France (Fernsehserie, 1 Episode)
- 2020: Jerry Seinfeld: 23 Hours to Kill
- 2024: Unfrosted (auch Regie)

## Bücher
- Seinlanguage, Bantam, 1993, ISBN 0-553-09606-0
- Halloween, Little, Brown and Company, 2002, ISBN 0-316-70625-6